# 阪本善尚
阪本 善尚（さかもと よしたか、1942年2月14日 - ）は、日本の撮影監督。奈良県出身。

## 経歴
1964年日本大学藝術学部映画学科卒業後、岩波映画製作所に契約キャメラマンとして入社。同年開局した東京12チャンネル（現在のテレビ東京）『ハローCQ』でキャメラマンデビュー。その後、成島東一郎の弟子となり、勅使河原宏監督の『インディレース 爆走』（1967年）などの撮影助手に就く。1969年、大学時代から自主映画製作で知り合いだった大林宣彦に誘われ、コマーシャル（CM）キャメラマンとして、大林とのコンビで多くのテレビCMを手がけた。
大林とは『HOUSE ハウス』（1977年）以降、多くの劇場映画の撮影監督をコンビで務めている。
以降、日本映画界の第一線で活躍を続けている。
デジタル撮影技術の権威としても広く知られ、松下電器産業と共同で映画撮影用のデジタルビデオカメラである「VARICAM」を開発。『突入せよ! あさま山荘事件』でメインキャメラとして全編撮影に使用し、デジタルシネマの時代を切り拓いた。

## 作品
- HOUSE ハウス （1977）
- 瞳の中の訪問者 （1977)
- オレンジロード急行 (1978)
- 霧のマンハッタン（1980）（東京キッドブラザース）
- ねらわれた学園 (1981)
- 転校生（1982年版）
- 時をかける少女 (1983年の映画)
- 麗猫伝説 （1983 TV作品)
- 廃市 （1983)
- 少年ケニヤ （1984 - 実写部分のみ)
- 天国にいちばん近い島 (1984)
- さびしんぼう（1985）
- 彼のオートバイ、彼女の島  (1986)
- 野ゆき山ゆき海べゆき （1986）
- GAME KING 高橋名人VS毛利名人 激突!大決戦（1987）
- 異人たちとの夏（1988）
- BEST GUY （1990）
- はるか、ノスタルジィ （1992）
- She's Rain （1993）
- 水の旅人 侍KIDS （1993）
- 家なき子
- KAMIKAZE TAXI （1995）
- 蛍II 赤い傷痕 (1995)
- バウンス ko GALS （1997）（第25回ヨコハマ映画祭撮影賞を受賞）
- ユキエ （1998）
- オサムの朝 （1999）
- 金融腐食列島 〔呪縛〕 （1999）
- 宣戦布告 （2001）
- 突入せよ! あさま山荘事件 （2002）（第26回日本アカデミー賞優秀撮影賞を受賞）
- あずみ2 Death or Love （2005）
- 男たちの大和/YAMATO （2005）
- 墨攻 （2006）
- 深海寻人 （2008）
- きみに届く声（2008）
- ラーメンガール (2009)
- はやぶさ 遥かなる帰還 (2012)
- 種まく旅人〜みのりの茶〜 (2012)
- RETURN（2013）
- 種まく旅人 くにうみの郷（2015）
- 種まく旅人〜華蓮のかがやき〜 (2020)